# 唐纳德·苏焦
唐纳德·苏焦（英語：Donald Suxho；1976年2月21日—），阿爾巴尼亞裔美國排球運動員。他曾代表美国参加2004年和2012年夏季奥林匹克运动会排球比赛，最好名次为2004年奥运会的第四名。